# 神代村 (山口県)
神代村（こうじろそん）は、山口県玖珂郡にあった村。現在の岩国市由宇町神東および柳井市神代にあたる。

## 地理
- 海洋 ： 安芸灘
- 山岳 ： 銭壷山、城山

## 歴史
- 1889年（明治22年）4月1日 - 町村制の施行により、近世以来の神代村が単独で自治体を形成。
- 1955年（昭和30年）4月1日 - 分割し、神代地区（本谷東・本谷西・神代浦・石神浦）が鳴門村と合併して大畠村が発足。神東地区（大番・城ヶ崎・原・時森）が由宇町に編入。同日神代村廃止。

## 村長
- 硲俊聡

## 交通

### 鉄道路線
- 日本国有鉄道
  - 山陽本線
    - 大畠駅
    - 神代駅（由宇町）

### 道路
- 国道188号